# Японські казки
Японські казки — складова частина японського фольклору. Мають тривалу історію.

## Історія японських казок

### Зародження
Історія зародження японських казок сягає I-го тисячоліття. У літературних творах епохи Нара Кодзікі (712) та Ніхон Сьокі (720) є історії, що мають елементи казки. У IX - X століттях започатковується епічний жанр моноґатарі, який включає і казки. Найдавнішою письменною казкою є Такеторі моноґатарі -  розповідь про чарівну панночку Каґуя.
На початку XII ст. був створений 31-томний звід японських, індійських та китайських оповідей «Повість про часи, що вже минули» («Конджяку моноґатарі шю», 今昔物語集). Серед різножанрових творів він містить і чарівні казки. У цьому творі першої половини ХІІІ ст. «Оповіді, зібрані в Уджі» («Уджі шюі монотаґарі», 宇治拾遺物語), є відома казка «Щаслива соломинка».
На початку XVIII ст. вийшов збірник «Отоґідзоші» («Нічні розповіді»), який серед інших оповідей включає чарівні казки, зокрема «Іссумбосі (казка)» (Хлопчик-мізинчик), «Урасіма Таро», «Моногуса Таро» (Таро Лежень).

### Збирання та поширення
Наприкінці XIX ст. японські фольклористи почали приділяти увагу казкам. Письменник Садзанамі Івая у 1894-1896 роках видав у своїй літературно-художній обробці відомі японські народні казки “Ніхон мукасі банасі”, які вивчало багато японських поколінь. До збірки ввійшли:
- Міфічні казки: “Восьмиголовий змій”, “Заєць та крокодили”, “Таманоі”.
- Легендарно-історичні казки: “Момотаро”, “Ое-яма”, “Іссумбосі”, “Кінтаро”, “Расьомон”, “Тавара Тода”, “Усівакамару”.
- Релігійно-етичні казки: “Мавпа і краб”, “Каті-каті яма”, “Дзеркало Мацу-яма”, “Хібарі-яма”, “Дідусь Ханасака”, “Горобець з утятим язиком”, “Весілля щура”, “Адатіґахара”, “Коти та щури”, “Мавпа й медуза”, “Моноґуса Таро”
- Побутові казки: “Кобуторі”, “Щасливий чайник”.[2]

У 1957 році вийшов у 3 томах збірник японських казок «Збірник народних казок Японії» – («日本昔話集成», «Ніхон мукаші-банаші шюсей»), який упорядкував японський фольклорист Секі Кейґо.  Протягом 1958-62 років у Токіо було видано 42 томи «Народних казок Японії» («Ніхон-но мінва»). У 1962 році вийшов друком збірник «Народні казки» («Мінвасен»).
Набуло поширення використання казкових мотивів у творах японських письменників, таких як Акутаґава Рюноске, Нацуме Сосекі, Міядзава Кенджі, Котаро Ісака.

## Художні особливості японських казок
У японських казках присутні поетичність, ліризм. У багатьох казках є вірші, народні піски. Герої казок з поетичним талантом є позитивними й неодмінно перемагають своїх суперників.
У казках є єднання з природою. Душею наділені рослини (квіти, трави, дерева), гори, скелі, струмки, водограї тощо.
Казки пов'язані з національними обрядами, святами, господарською діяльністю людини. Часто згадуються різноманітні національні свята та обряди: Танабата, Мідзуторі, Коромоґае, Ханамі, Цукімі, персонажами казок є люди з різних станів та професій.
У казках окремі герої можуть здійснювати жорстокі вчинки.
Жінки в більшості казок — активні героїні. Що не типово для казок багатьох інших народів.

## Класифікація японських казок
Загальноприйнята теорія поділяє казки на три головні: казки про тварин, фантастичні або чарівні казки, побутові казки. Це можна віднести і до японських. Але така класифікація не повністю відображає специфіку японських казок. Літературознавці подають інші класифікації японських.
Першу класифікацію запропонував японський фольклорист Янаґіта Куніо, який поділив казки на:
- із завершеною структурою (власне казки) — цей жанровий різновид містить мотиви чарівного народження, чарівного шлюбу (чарівних наречених), пригоди двох братів (сестер), тварин-помічників, сили слова, сили розуму, подолання труднощів тощо;
- із незавершеною структурою — до цієї категорії дослідник відносить анекдотичні казки, казки про привидів та мотив пасербиці (пасинка)[1]

Інший японський фольклорист Секі Кейґо, який упорядкував один з найвідоміших збірників японських казок «Збірник народних казок Японії» — («日本昔話集成», «Ніхон мукаші-банаші шюсей»; 1957 р.), запропонував свою класифікацію:
- про тварин;
- власне казки, до яких належать мотиви чудесного народження, чудесних наречених, двох братів (сестер), пасербиці (пасинка), переходу в інший світ, тварин-помічників тощо;
- анекдотичні;
- без закінчення;
- решта — твори, які знаходяться на межі казок і легенд, казкою і буддійською казкою-притчею.[1]

За жанровими особливостями японські фахівці виділяють такі жанрові різновиди національних казок:
1. Вараі-банасі (笑い話 , від яп.: «варау» 笑う — «сміятися», тобто «смішні казки») — гумористичні, потішні, веселі казки про дурнів (бака, ахо), недоумків, хитрунів, брехунів та ін..
2. Обаке-банасі (お化け話, від яп.: «обаке» お化け — «перевертень») — страхітливі казки про привидів, таємне зникнення людей, нічні пригоди на гірській стежині, покинутий і забутий храм тощо.
3. Фусаґі-банасі (塞ぎ話, від яп.: «фусаґу» 塞ぐ — «закривати», «перегороджувати»; «заповнювати» (час, дозвілля, місце, вакансію тощо) — цікаві казки про різні дива, незвичні речі, події тощо.
4. Тіе-но ару ханасі (досл.: «розповіді про розумне», «розповіді про розумні речі», від яп.: «тіе» 知恵 — «розум», «кмітливість», «тямучість»; «тіе-но ару» — «розумний», «кмітливий», «винахідливий») — дидактичні казки виховного спрямування.
5. Хіко-іті банасі (досл.: «кращий /славний/ хлопець», «молодець», від яп: «хіко-іті» 彦一 — «перший серед хлопців» або ще: 偉い人のお 話 «ерай хіто-но о-ханасі» — "казки про великих /славетних/ людей) — казки про героїв та їхні героїчні вчинки, варті наслідування.
6. Добуцу-но ханасі (від яп.: «добуцу» 動物 — «звір», «звірі»), тобто казки про звірів, переважно дидактичного спрямування.

Ще виділяють піджанри:
1. Тонарі-но дзісан-но ханасі (隣の持参の話 — «розповіді про сусідів», досл.: «принесені сусідами розповіді», від яп.: «дзісан-суру» — "приносити з собою, «захоплювати з собою», «передавати через когось») — побутові казки з різними сюжетами соціальної спрямованості, що зближує їх із жанром «народних сказань» (民族伝説 — «міндзоку-денсецу»).
2. Кейсікі-банасі (形式話 — досл.: «казки /лише/ за формою», від яп.: «кейсікі» — «форма», «зовнішній вигляд») — своєрідні казки-жарти, зачини без кінця, еліпси, відмовки.
Наприклад:
а) Наґай-ханасі (長い話 — «довгі казки»),

б) Мідзкай-ханасі (短い話 — «короткі казки»).[5]

Японські народні казки за походженням та поширенням поділяють на:
- Казки загальнонаціональні, відомі всім японцям ще з раннього дитинства.
- Регіональні казки, тобто казки, характерні для того чи іншого регіону Японії, тому відомі лише вихідцям із цих регіонів та фахівцям у галузі фольклору.

Художні і мовно-стилістичні особливості деяких японських регіональних казок:
- Кіото — казки мають витончено-романтичний, шляхетний стиль, оскільки це давня столиця країни.
- Осака — веселі, лукаві, насичені гумором казки, оскільки це місто купців, лихварів, майстрів.
- Окінава — казки про море, риб, морських страхіть тощо, оскільки вона оточена морем.
- Хоккайдо — переважають казки-напучення, казки-застереження тощо, через суворий клімат.[6]

## Переклади японських казок українською мовою
Першим перекладом японських казок українською мовою стала збірка, яку видав у Львові 1926 року Антін Лотоцький. Проте немає відомостей, з якої мови він перекладав, з японської чи якоїсь європейської. Український японознавець Федір Пущенко 1927 року опублікував ряд перекладів японських казок: «Жаба з Осаки і жаба з Кіото», «Мацуямське свічадо» («Східний Світ», 1927, № 1) та «Імення котові» («Бюлетень ВУНАС»).
У 1999 році вийшов «Збірник 100 казок Японії», а у 2004 — «25 кращих японських казок», що містить вибрані казки зі збірника